# Bellen

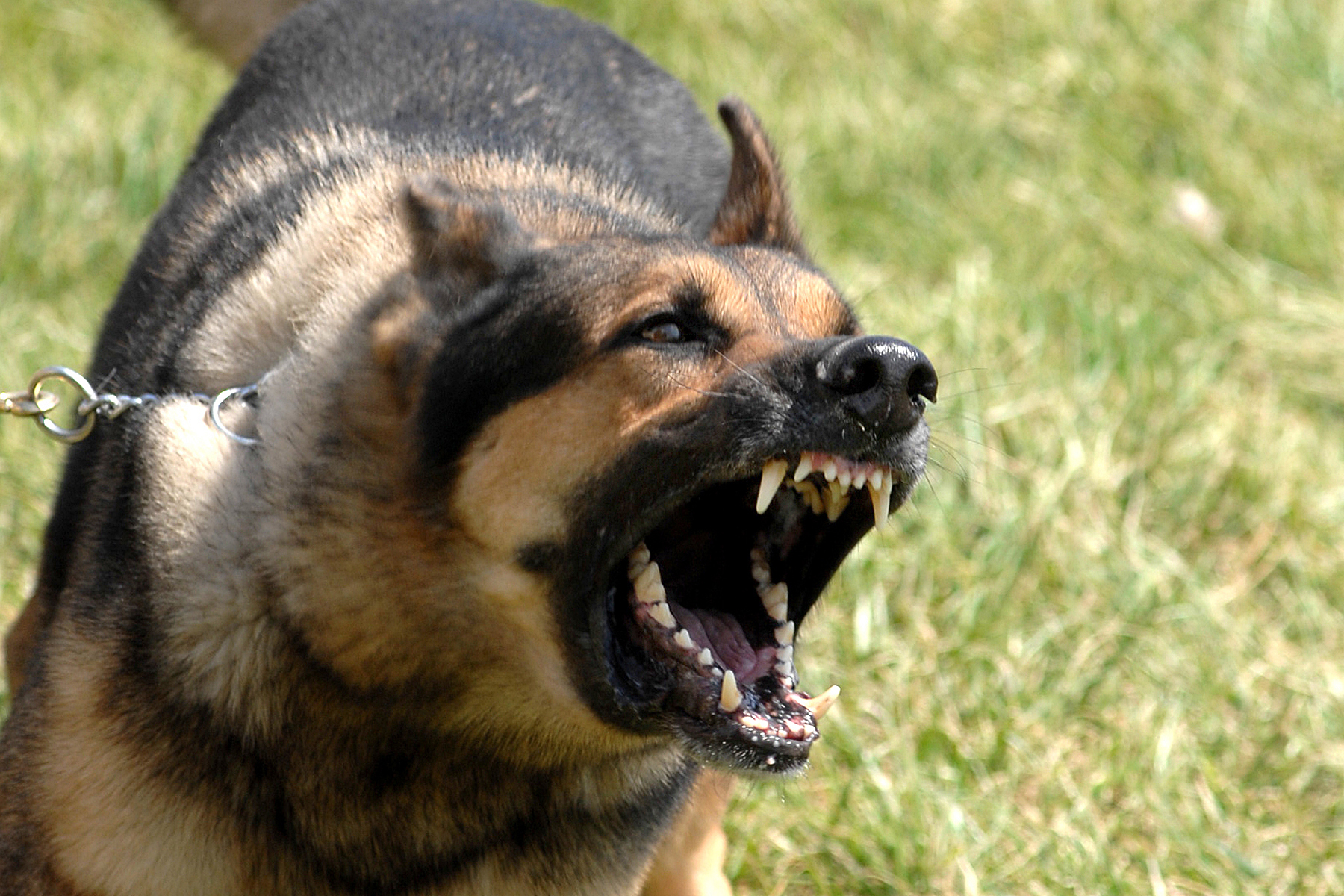
Bellender Schäferhund

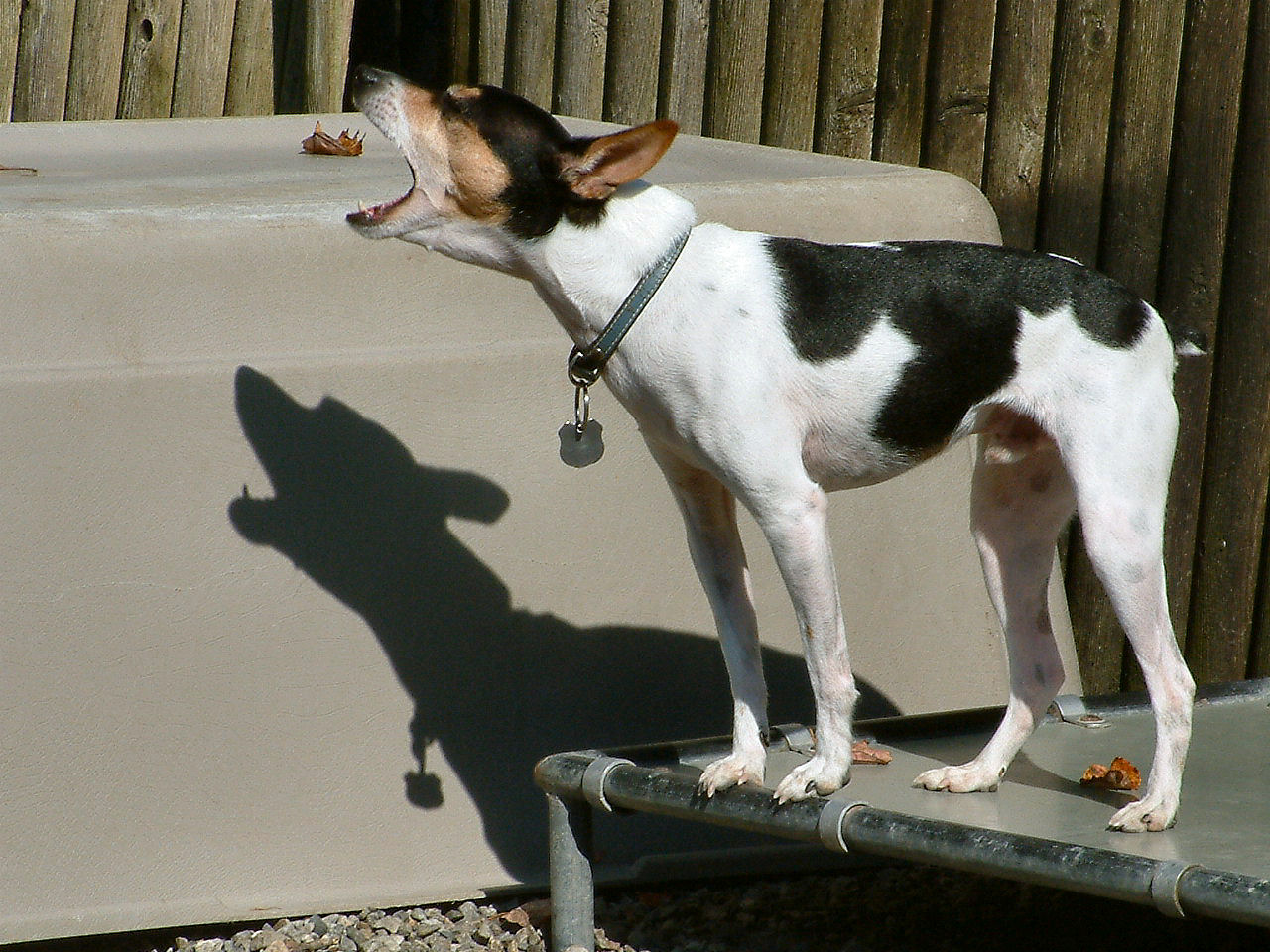
Bellender Rat Terrier

Das Bellen (Kläffen) ist die häufigste Lautäußerung der Haushunde. Im Deutschen sind zwei lautmalerische Schreibweisen typisch: „Wau“ und „Wuff“. „Jaul“ ist hingegen keine Onomatopoie für das Bellen, sondern für das Jaulen, eine andere Lautäußerung des Haushunds (Canis lupus familiaris).

## Sinn des Bellens
Während Wölfe fast nie bellen, verständigen sich Hunde sehr viel häufiger über Gebell. Die Grimassierspiele junger Wölfe sind in den Spielen junger Hunde untereinander oft durch Bellspiele ersetzt.
Dass Haushunde häufiger bellen als Wölfe, stellt wohl eine evolutionäre Anpassung an das Leben mit Menschen dar. Die Bereitschaft dazu wird vererbt und ist bei verschiedenen Hunderassen unterschiedlich stark ausgeprägt. Sie muss vom Individuum nicht erst durch den Umgang mit Menschen erlernt werden. Auch Wölfe und andere Arten der Gattung Hunde bellen, jedoch nur in wenigen Situationen. Welpen bellen hingegen häufiger, was die Theorie zulässt, dass beim Hund während der Anpassung und Züchtung durch den Menschen speziell die welpentypischen Eigenschaften und Verhaltensweisen gefördert und über seine gesamte Lebensdauer ausgedehnt wurden. Der erwachsene Haushund ähnelt in seinem Verhalten also dem Welpen des Wolfes.

## Bedeutung des Bellens
Grob gibt es sechs Möglichkeiten, warum ein Hund bellt:
- das affektive Bellen bei Nervosität oder Aufregung
- das affektive Bellen bei Angst
- das Aufmerksamkeitsbellen
- das Frustrationsbellen
- das Abwehr- oder Verteidigungsbellen
- das Bellen auf Befehl

Das Bellen kann vom erfahrenen Hundehalter annähernd eingeschätzt werden. Das häufigste Bellen ist das Aufmerksamkeitsbellen. Jedes Bellen ist je nach Rasse, Situation, Hund und Besitzer unterschiedlich.

## Wölfe
Der Wolf ist der nächste Verwandte des Haushundes. Er bellt nur selten und wenn, dann ist es ein kurzes, leises und einsilbiges „Wuff“. Dieses Bellen wird angewandt, wenn sich ein fremdes Wesen oder ein fremder Wolf dem Rudel nähert. Der bellende Wolf warnt somit andere Rudelmitglieder. Ansonsten bellt der Wolf nicht, es gibt aber auch wenige Ausnahmesituationen, wie beispielsweise bei Rudelkämpfen, in denen ab und zu auch gebellt wird.
Die Welpen bellen jedoch oft zu den Eltern. Sie wollen damit Warnung, Angst etc. ausdrücken. Erwachsene Tiere heulen meistens. Sie heulen aus Gründen wie zum Beispiel bei der Jagd, zum Kontaktieren anderer Wölfe oder bei Alarm.
Gezähmte Wölfe bellen nicht, deren Kindeskinder (wenn sie noch mit Menschen leben) beginnen jedoch, wie Haushunde zu bellen. Ähnlich verhält es sich bei Füchsen.

### Wölfe und Haushunde
Hunde und Wölfe haben fast identische Lautäußerungen. Hunde heulen nur seltener und solche, die mit Menschen zusammenleben, bellen häufiger. Bei Wölfen ist das Bellen ein Warn- und Protestsignal, Hunde dagegen nutzen das Bellen, insbesondere mit einem Menschen als Gegenüber, als Ausdruck einer großen Bandbreite innerer Zustände. Ihr Bellen ist deutlich variabler als das der Wölfe.
Wenn Wölfe eine Zeit lang mit Haushunden zusammenleben, passiert es oft, dass Wölfe bellen, anstatt zu heulen. Bellen scheint sich auch in der Wildnis durchzusetzen: Coydogs, also Mischlinge aus Kojoten und Haushunden, bellen.

## Andere Hundeartige

### Füchse
Füchse bellen und/oder käckern. Das Bellen ist ein lautes, nahezu heiseres kurzes „Hau“. Sie geben diese Laute bei Gefahr, Revierverteidigung und zum Lockruf in der Ranzzeit. Das Käckern findet während eines Kampfes mit einem Rivalen statt oder zur Verteidigung der Beute gegenüber Artgenossen oder Neidern.

### Kojote
Kojoten bellen selten, meist pfeifen, heulen oder „rufen“ sie. Der Warnruf (ähnlich dem Wolf) klingt jedoch wie das Bellen eines Haushundes. Häufig klingt das Heulen in ein Bellen ab.

### Schakale
Schakale bellen bei der Jagd, sonst ähnlich dem Fuchs.

## Sonstige Tiere
Auch andere Tiere können bellen oder geben Gebell-ähnliche Laute von sich:
- Hyänen haben ein lachendes und grobes Bellen.
- Auch Seehunde und Seelöwen können bellen, wobei man beachten muss, dass sie zu den Hundeartigen gehören.
- Muntjaks heißen auf Englisch „Barking Deer“ („bellende Hirsche“), denn sie geben bei Erregung einen ähnlichen Laut von sich. Auch das „Schrecken“ der Rehe und der Gazellen,[3] das als Warnruf dient, klingt wie ein Bellen.
- Das Geschrei mancher Fledermaus-Arten erinnert an Gebell.

Das wohl hundeunähnlichste bellende Tier ist der Südamerikanische Buschmeister (mit vier Metern die längste Viper der Welt und größte Giftschlange Amerikas) aus der Gruppe der Grubenottern, die im peruanischen Urwald lebt. Auch manche Vogelarten können Laute von sich geben, die an das Bellen des Haushundes erinnern. Das gilt insbesondere für Papageien, die zusammen mit Hunden gehalten werden.

## Entstehung des Bellens

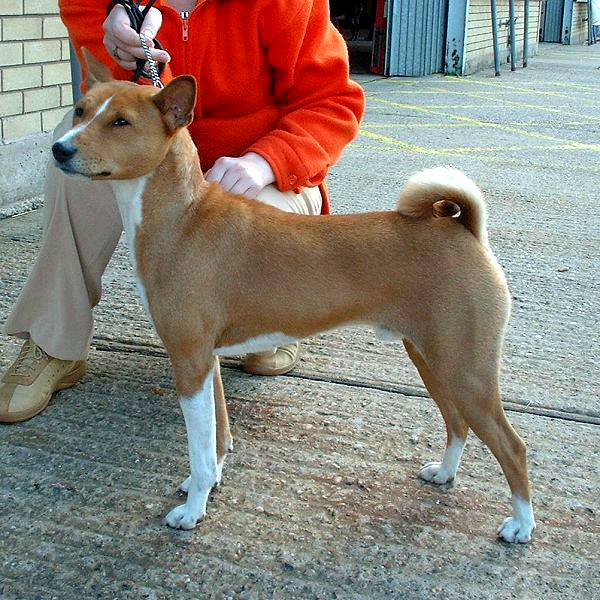
Er jault lieber: Der Basenji

Das Bellen eines Hundes kommt aus dem Kehlkopf. Für das Bellen muss der Kehlkopf jedoch relativ groß sein. Die Urhunde konnten vermutlich nicht bellen – ihr Kehlkopf war zu flach. Der Urhund hat vermutlich gejault. Einige seiner Nachkommen, wie der australische Dingo oder der zentralafrikanische Basenji (Kongo-Terrier), haben heute noch einen urtypischen flachen Kehlkopf, und können daher nicht so gut bellen. Diese Hunderassen heulen oder jaulen dafür häufiger.

## Rechtliches
Rechtlich gesehen stellt Hundegebell eine Lärmimmission dar. Das Bellen des Nachbarhundes kann daher nach deutscher Rechtsprechung eine Art Belästigung sein (§ 906 BGB), aus der sich unter Umständen ein Unterlassungsanspruch (§ 1004 BGB) feststellen lässt. Die Voraussetzung ist, dass das Hundegebell das Maß, das als ortsüblich geduldet werden muss, übersteigt. Der Hundehalter hat dafür Sorge zu tragen, dass während der Ruhezeiten ein Bellen des Hundes unterbleibt. Situationsbedingtes, kurzes Bellen (Begrüßung von Personen, Ankunft fremder Personen etc.) hat die Nachbarschaft auch während der Ruhezeiten hinzunehmen. Mehr als eine halbe Stunde anhaltendes Bellen täglich oder länger als zehn Minuten dauerndes Bellen während der Ruhezeiten stellt allerdings in jedem Falle eine Lärmbelästigung dar. Der Hundehalter geht hierbei das Risiko ein, dass gegen ihn nach § 117 OWiG ein Bußgeld verhängt wird.

## Debarking
In einigen Ländern der Welt ist es üblich, das Hundegebell durch Entfernung eines Teils der Stimmbänder zu dämpfen. Diese als Debarking bekannte Praxis ist in England sowie in jenen EU-Ländern verboten, welche die sogenannte „European Convention for the Protection of Pet Animals“ unterzeichnet haben.
Legal ist Debarking, das auch „Devocalization“ genannt wird, nach wie vor in allen anderen Ländern der Welt, beispielsweise auch in vielen Staaten der USA. Da hier aber das jeweilige Gesetz der einzelnen Staaten zum Tragen kommt, variieren die Bestimmungen. Anträge auf ein Verbot gab es unter anderem in Kalifornien, unter anderem in Massachusetts ist Debarking bereits illegal.

## Zitate
- Hunde, die bellen, beißen nicht – ein Sprichwort.
- Wenn im Oktober die Füchse bellen, rufen sie Schnee herbei oder ..., sie Schnee bestellen – alte Bauernregel.